# A.I. Love You!
『A.I. Love You!』（アイ・ラブ・ユー！）は、ゲーム雑誌『電撃G's magazine』（アスキー・メディアワークス）で2006年2月号から2009年11月号まで連載された読者参加企画。

## あらすじ

### 第1期
平凡な一青年である主人公の下に、「萌須田社（もえすたしゃ）」から試作アンドロイドが送られてきた。
アンドロイドの運用試験は1年。主人公と可愛いロボットたちの共同生活が始まった。

### 第2期
ココたちの育成を経て萌須田社に入社した主人公は、新たなアンドロイド開発を任される。
しかし、4体の試作ロボット完成後に、実は予算が1000万円ではなく、たったの1000円である事が発覚。
いきなり999万9000円もの借金を背負ってしまった主人公は、ココたち4体に加え、新たな4体のロボットとともに、育成を兼ねた借金返済のアルバイト生活を始めるのだった。

## 概要
4体の美少女型アンドロイドを読者からの投稿を基にカスタマイズするという内容。イラストレーションは高階@聖人。
この企画が同誌で連載中ないし過去に連載された他の企画と異なる点は、企画のプロットからタイトルに至るまで読者の投稿によって決められた所にある。そうした経緯から、他の企画とは異なり読者コーナー「MOESTA」の1コーナーという扱いになっている。そのため、本誌の目次には掲載されていない。

## 第1期

### 登場ロボット
ココ（仮）
人懐っこく甘えん坊なロボット。主人公の前に最初に姿を現したのも彼女である。誌上の育成においては「ちょっぴりイタズラ機能」「抱きつき機能」など、らしい機能を手に入れる。クリスマスエピソードで名前の「（仮）」がとれて、正式な本名となった。
主人公に対する呼称は「お兄ちゃん」。
アイリス
欧風ドレスを身にまとった、物静かで無口なロボット。初期感情値はすべて1。誌上の育成においては当初「怒」や「憎」のパラメータが上がりやすい武装系のアイテムや機能を手に入れていたが、お月見エピソードをきっかけに他のパラメータも伸びるようになる。結果として、ちょっと素直じゃないものの、赤面したり照れ隠ししたりと豊かな感情を示すようになった。
主人公に対する呼称は「マスター」。
RUNA
天使のような外見の、内気なロボット。よく主人公の後ろに隠れている。誌上の育成ではパラメータ「愛」の上昇が特に顕著で、4体中もっとも思いやりあふれるロボットとなった。バレンタインエピソードでは主人公の頬に口づけするという、当初の引っ込み思案な性格からは考えられないような大胆な行動をとることもあった。
主人公に対する呼称は「ご主人様」。
愛羅（あいら）
胸元のゼンマイとビールで動く、お気楽なお姉さんタイプのロボット。誌上の育成ではコスチューム系のアイテムを数多く手に入れているのが特徴。パラメータも当初から高かった「楽」を中心に上昇した。エピソードでメインを務めた回数も多い。特に温泉旅行エピソードでは浴衣の下にバニースーツを着込むなど、お色気あふれる仕草と言動で主人公を魅了していた。
主人公に対する呼称は「キミ」。

### 感情パラメータ
各月のエピソードや、読者の投票で選ばれた獲得アイテム・追加機能によって感情パラメーターが上がっていく。1年間のモニターテスト期間で、初期値から成長した結果は以下の通り。
|            | 喜     | 怒    | 哀     | 楽     | 愛     | 憎    |
| ---------- | ------ | ----- | ------ | ------ | ------ | ----- |
| ココ（仮） | 4 → 12 | 1 → 2 | 2 → 4  | 3 → 9  | 4 → 13 | 0 → 1 |
| アイリス   | 1 → 5  | 1 → 8 | 1 → 5  | 1 → 3  | 1 → 5  | 1 → 5 |
| RUNA       | 2 → 5  | 0 → 0 | 5 → 10 | 1 → 7  | 2 → 17 | 1 → 1 |
| 愛羅       | 2 → 6  | 1 → 4 | 0 → 2  | 5 → 16 | 3 → 12 | 0 → 0 |

※アイリスの「愛」、RUNAの「哀」、愛羅の「喜」・「楽」・「愛」が、2007年3月号に記載されている値と各話の合計値で一致しない。集計ミスかと思われる。2007年4月号では直っているため、ここでは各話の合計値で記載する。

### その他の登場人物
主人公
ロボットモニターに応募した青年。彼女たちのことを大切に思っているが、事態の展開に振り回されることも多い。
1年間のロボット育成を経て萌須田社に入社。さらに1年を費やして新ロボットを開発した。
ナンパ男
モニターの一人で、主人公と同い年くらいの軽そうな男。本名は明らかになっていない。
説明会で出会った主人公をロボット合コンへと誘う。後に彼もまた萌須田社に入社し、アイテム開発部門に配属される。
社長
萌須田社の経営者。だみ声で恰幅のいい、年齢不詳の男。サングラスがトレードマーク。
経営理念は「愛」と語る一方で、ロボット開発予算を1000円にしたり、主人公に負わせた借金のことを忘れていたりと、不可解な言動も目立つ。
たるぼ
別のモニターのロボット。頭上に輪っかを戴いている。とにかくテキトーな仕様で、自分の名前すら間違えていた。
第1期ヒロイン候補の一人。
珠音
別のモニターのロボット。ネコ耳を生やした美人。態度は多少ツンツンしている。
第1期ヒロイン候補の一人。

## 第2期
2007年4月号にて第1期終了となったが、第2期としてココ達4人といっしょに新たなロボット開発に携わることになった。
その過程で負った借金を返すため、アルバイトの内容と参加ロボットを毎回の投票で決める。第1期と同様にアイテムや機能を追加できたが、今期は有料になった。また、感情パラメータの要素は廃された。

### 登場ロボット
守璃（まもり）
明るくて優しい護衛ロボット。スタイルがよく、真面目だが少々おっちょこちょい。二丁拳銃などの武装系アイテムを多く取得しているほか、楽器演奏をこなすなどパフォーマーとしても優れている。
主人公に対する呼称は「マスター」。
音夢（ねむ）
IQ120以上（？）の頭脳派ロボット。いつもぼんやり物思いにふけっている不思議ちゃん。甘いものに目が無い大食いキャラでもある。空飛ぶ本や魔法のステッキなどの一風変わったアイテムを駆使して活躍し、作品世界中で人気の萌えキャラとなっていた。
主人公に対する呼称は「にぃにぃ」。
さくら
家事能力に秀でた和風メイドロボット。おっとりした天然ボケだが好奇心旺盛で行動力もある。腕力が強く、800キロの荷物も軽々持ち運べる。やりくり上手で家計を支える姿は「若奥様」と評された。
主人公に対する呼称は「ダンナ様」。
ユズ
ボーイッシュな体形に犬耳としっぽを備えた忠犬ロボット。無表情で淡々と命令に従っていたが、後に笑顔も見せるようになった。取得アイテムは宝の地図などギャンブル要素の高い物が多く、借金返済の最大の貢献者となった。
主人公に対する呼称は「ご主人様」。

## 愛の生活
2009年2月号で告知され、4月号-11月号にわたって展開したコーナー。読者から寄せられたイラストやショートノベルが掲載された。
いわゆるファンページ形式だが、「ヒロインたちとの日常生活を描く」という以外に編集部からのテーマ設定等はなく、読者が自由に題材を決めることができた。

## 歴史
※年月は「電撃G's magazine」の発売号に合わせている
2005年2月号
読者コーナーに「新読者参加企画案の募集をしてほしい」という意見が掲載される。
2005年4月号
読者参加企画の原案を募集。
2005年5月号
応募された企画原案の一部を掲載。
2005年6月号
編集部の一次選考を通過した企画8タイトルを公開。
2005年7月号
投票集計中。寄せられたコメントの一部を掲載。
2005年8月号
美少女ロボット育成企画に決定。
2005年9月号
キャラクター原案の募集。
2005年11月号
一次予選を通過したキャラ20人を掲載。
2005年12月号
投票途中経過の1-5位を掲載。
2006年1月号
第1期のロボット4人が決定。主人公に対する呼称の投票募集。
2006年2月号
ココ（仮）初登場。同時に企画の参加方法を告知。
2006年3月号
Episode 1、愛羅、RUNA、アイリス初登場。この号にて企画名が『A.I. Love You!』に正式決定。
2006年4月号
Episode 2、愛羅に「お料理機能」をインストール。
2006年5月号
Episode 3、愛羅の「お料理機能」発動、各ロボットのパラメータ変動開始。
2006年6月号
Episode 4、アイリスを連れ、ロボット育成説明会に参加。
2006年7月号
Episode 5、RUNAを連れ、遊園地。
2006年8月号
Episode 6、愛羅を連れ、モニター同士の合コン。
2006年9月号
Episode 7、ココ（仮）を連れ、海水浴。
2006年10月号
Episode 8、RUNAを連れ、夏祭り。
2006年11月号
Episode 9、愛羅を連れ、温泉旅行。
2006年12月号
Episode 10、アイリスと、お月見。
2007年1月号
Episode 11、ココ（仮）と、クリスマス。名前から（仮）がとれて、正式名称となる
2007年2月号
Episode 12、愛羅たちを連れ、初詣。
2007年3月号
Episode 13、RUNAと、バレンタイン。
2007年4月号
モニター期間の終了日。
2007年5月号
第2期新ロボットのキャラクターデザイン募集。
2007年6月号
応募されたキャラ原案の一部を掲載。
2007年7月号
一次予選を通過したキャラ15人を掲載。
2007年8月号
投票途中経過の1-5位を掲載。
2007年9月号
第2期のロボット4人が決定。主人公に対する呼称の投票募集。
2007年10月号
第2期ロボットの立ち絵公開。
2007年11月号
Episode 1の読者投票(同行するロボット・バイト内容・購入アイテム)募集。
2007年12月号
Episode 2の読者投票募集。Episode 1の結果発表。
2008年1月号
Episode 1、ココがさくらと組み、動物園アルバイトにて＋20円(檻の修理代を差し引かれたため)。Episode 3の読者投票募集。Episode 2の結果発表。
2008年2月号
Episode 2、アイリスが守璃と組み、ボディガードアルバイトにて＋40万円。Episode 4の読者投票募集。Episode 3の結果発表。
2008年3月号
Episode 3、RUNAがユズと組み、お花屋さんアルバイトにて＋3万円。Episode 5の読者投票募集。Episode 4の結果発表。
2008年4月号
Episode 4、愛羅が音夢と組み、居酒屋アルバイトにて＋10万円。Episode 6の読者投票募集。Episode 5の結果発表。
2008年5月号
Episode 5、RUNAがさくらと組み、保育園アルバイトにて＋5万円。Episode 7の読者投票募集。Episode 6の結果発表。
2008年6月号
Episode 6、ココがユズと組み、宝探しにて＋500万円。Episode 8の読者投票募集。Episode 7の結果発表。
2008年7月号
Episode 7、アイリスが音夢と組み、占いの館アルバイトにて＋50万円。Episode 9の読者投票募集。Episode 8の結果発表。
2008年8月号
Episode 8、愛羅が守璃と組み、海の家アルバイトにて＋30万円。Episode 10の読者投票募集。Episode 9の結果発表。
2008年9月号
Episode 9、さくらがお祭り屋台アルバイトにて＋50万円。Episode 11の読者投票募集。Episode 10の結果発表。
2008年10月号
Episode 10、音夢がメイド喫茶アルバイトにて＋100万円。Episode 12の読者投票募集。Episode 11の結果発表。
2008年11月号
Episode 11、守璃がパフォーマーアルバイトにて＋30万円。ベストロボットおよびペアのアンケート投票募集。Episode 12の結果発表。
2008年12月号
Episode 12、ユズが宝探しにて＋800万円。
2009年1月号
Last Episode。ベストロボットはさくらに、ベストペアは愛羅・守璃に決定。
2009年2月号
新コーナー「愛の生活」に向け、イラストやショートノベルの募集。この号以降、高階@聖人による新規イラストはない。
2009年3月号
休載。
2009年4月号 - 11月号
「愛の生活」連載開始。11月号にて連載終了となり、『A.I.』自体も連載終了を迎える。